# Diviziune digitală
Termenul diviziune digitală (engleză digital divide) exprimă o diferență, o “prăpastie” între populația (persoanele, instituțiile etc) care are acces la  tehnologia informațională digitală și beneficiază de avantajele acesteia și, pe de altă parte, persoanele care nu au acces la această facilitate din anumite motive. Legătura între bogăția unei țări și diviziunea digitală este evidentă. Însă, mai sunt și alți factori, cum ar fi educația sau venitul.
Între țări, diferența se face, de regulă, prin “numărarea” utilizatorilor de internet, de telefonie și de computere. Dar o problemă majoră în a discuta despre reducerea acestei prăpăstii între cele două categorii este aceea că, în anumite zone sau țări nu există nici măcar apă potabilă, iar abordarea unei astfel de probleme devine extrem de dificilă.
Cel mai mare număr de utilizatori de internet din lume se găsește în Asia, urmată de Europa și America de Nord. Pe ultimele locuri se situează Africa, Orientul Mijlociu, Oceania (inclusiv Australia).

## Cauze
Există mai multe cauze care stau la baza diviziunii digitale:
- Factori de origine financiară
- Diferențiere din cauza lipsei cunoștințelor
- Lipsa implicării utilizatorilor
- Lipsa posibilităților materiale pentru a achiziționa un computer - este unul din factori, probabil cel mai puțin grav dintre toți. Se poate vorbi despre acest stadiu atunci când oamenii pur și simplu nu își pot permite să cumpere un computer pentru că nu au banii necesari.

În țări ca America de Nord, Australia, Europa și Asia, costurile deja nu mai reprezintă o problemă. Mai mult, profesorii de la Institute of Science și Encore Software, Ltd, ambele din orașul Bangalore, au creat un „device” numit Simputer. Este extrem de simplu de folosit, chiar și pentru persoanele fără studii. Permite accesul la Internet și folosirea e-mail-ului. De asemenea, are un touch-screen cu pictograme la fel de simplu de folosit. Chiar și pentru persoanele care nu știu să citească, acesta e prevăzut cu anumite informații accesibile prin sistemul audio. Pe site-ul simputer.org găsim disponibil acest minicomputer cu o piață extinsă și în celelalte țări slab dezvoltate.
Este foarte clar ca accesul la intenet și implicit la informație este costisitor. Începând de la aparatura în sine și continuând cu prețul conexiunii și al întreținerii. Însă, de multe ori, nu costurile pun cele mai mari probleme, ci posibilitatea de acces: nu există conexiune în zonă, de exemplu.
De asemenea, imposibilitatea de a folosi un computer din cauza lipsei cunoștințelor. Acesta este, probabil, cel mai important dintre toți factorii care contribuie la adâncirea prăpastiei digitale, deoarece majoritatea oamenilor nu pot să folosească un computer nici dacă l-ar primi gratis. Aproximativ 40% din populația mondială nu are posibilitatea de a înțelege cum se folosește computerul. Inițierea acestora este destul de dificilă, dacă nu imposibilă - chiar și unele site-uri care li se adresează (de ex. cele ale guvernelor) cer aptitudini deosebite pentru a înțelge conținutul, unele chiar studii superioare. Aceasta este problema cea mai mare legată de utilizarea internetului. Mai mult, pentru oamenii în vârstă aceasta reprezintă și o diferență strict legată de et. Este foarte grea învățarea oamenilor în vârstă de a folosi un computer. Mai mult, aceștia nu au abilitățile necesare pentru a „prinde” ușor sau nu pot să se adapteze noilor tehnologii. Până și un telefon mobil le poate pune probleme, fără luarea în calcul a unui întreg sistem de operare. Probabil că singura posibilitate prin care impactul acestui factor asupra lărgirii prăpastiei digitale să fie redus, este trecerea timpului.
- Dorința utilizatorilor de a se implica în a oferi feedback sau a modifica și completa diferite site-uri.

Ca exemplu, la enciclopedia virtuală Wikipedia doar 7% din utilizatori au creat mai mult de 50% din articole. 